# Татарско-Суксинское сельское поселение
Татарско-Суксинское се́льское поселе́ние — муниципальное образование в Актанышском районе Татарстана Российской Федерации.
Административный центр — село Татарские Суксы.

## История
Статус и границы сельского поселения установлены Законом Республики Татарстан от 31 января 2005 года № 13-ЗРТ «Об установлении границ территорий и статусе муниципального образования "Актанышский муниципальный район" и муниципальных образований в его составе».

## Население
| 2010  | 2011  | 2012  | 2013  | 2014  | 2015  | 2016  |
| ----- | ----- | ----- | ----- | ----- | ----- | ----- |
| 1488  | ↘1486 | ↗1892 | ↘1877 | ↘1824 | ↘1786 | ↘1747 |
| 2017  | 2018  | 2019  | 2020  |       |       |       |
| ↘1686 | ↘1640 | ↘1614 | ↘1569 |       |       |       |

## Состав сельского поселения
| № | Населённый пункт | Тип населённого пункта       | Население |
| - | ---------------- | ---------------------------- | --------- |
| 1 | Верхнее Карачево | посёлок                      |           |
| 2 | Картово          | деревня                      |           |
| 3 | Мари-Суксы       | село                         |           |
| 4 | Нижнее Карачево  | посёлок                      |           |
| 5 | Новое Курмашево  | село                         |           |
| 6 | Татарские Суксы  | село, административный центр |           |